# Astracantha lepidantha
Astracantha lepidantha là một loài thực vật có hoa trong họ Đậu. Loài này được (Boiss.) Podlech miêu tả khoa học đầu tiên.